# 常平站
常平站，曾命名為東莞站，位于中国广东省东莞市常平镇，鄰近常平鎮木棆村和橫江廈村，于1911年建成启用，为广深铁路及京九铁路的客货运二等站，目前由广州局集团廣深鐵路股份有限公司管辖。

## 历史

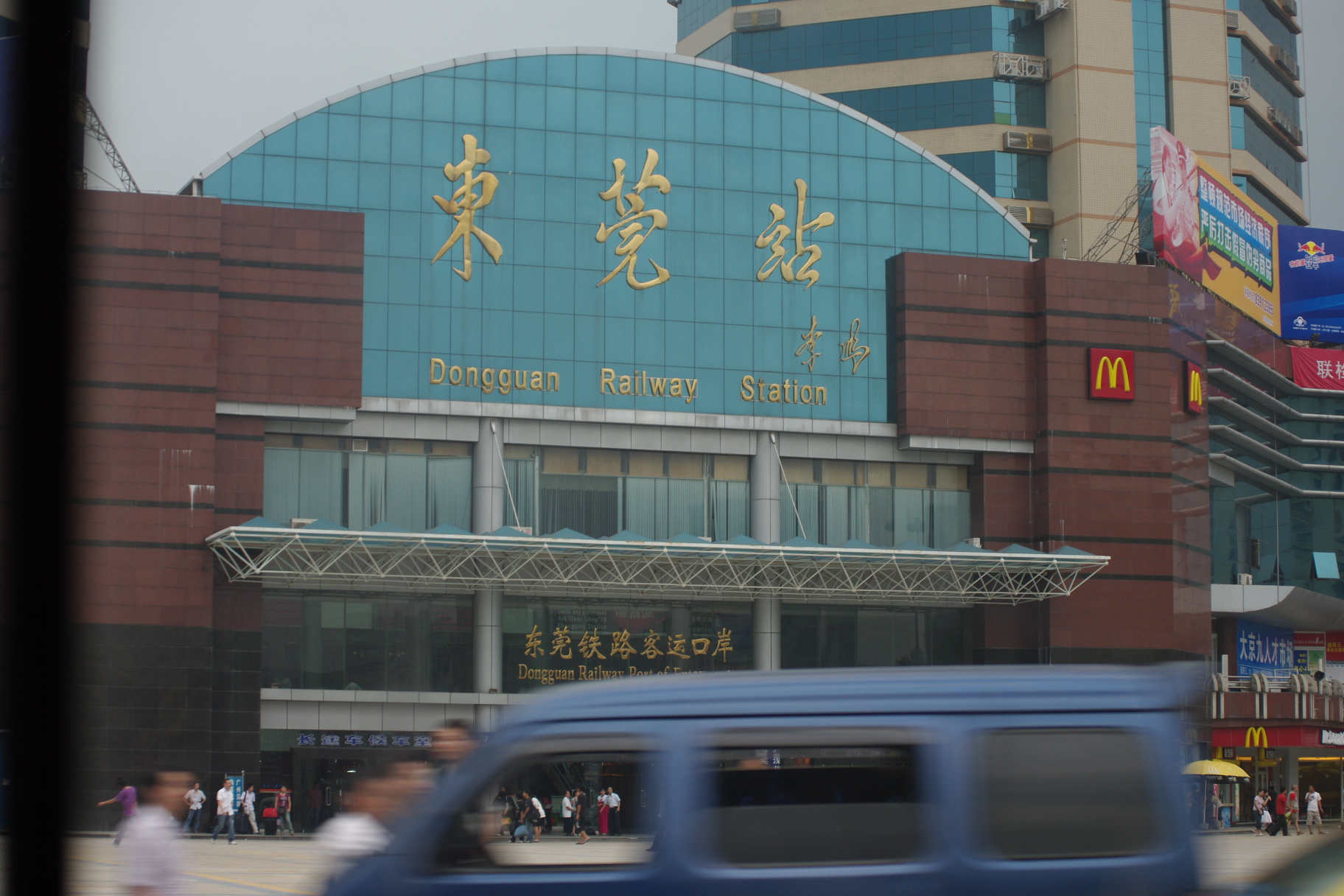
2008年的车站站房，当时站名为东莞站

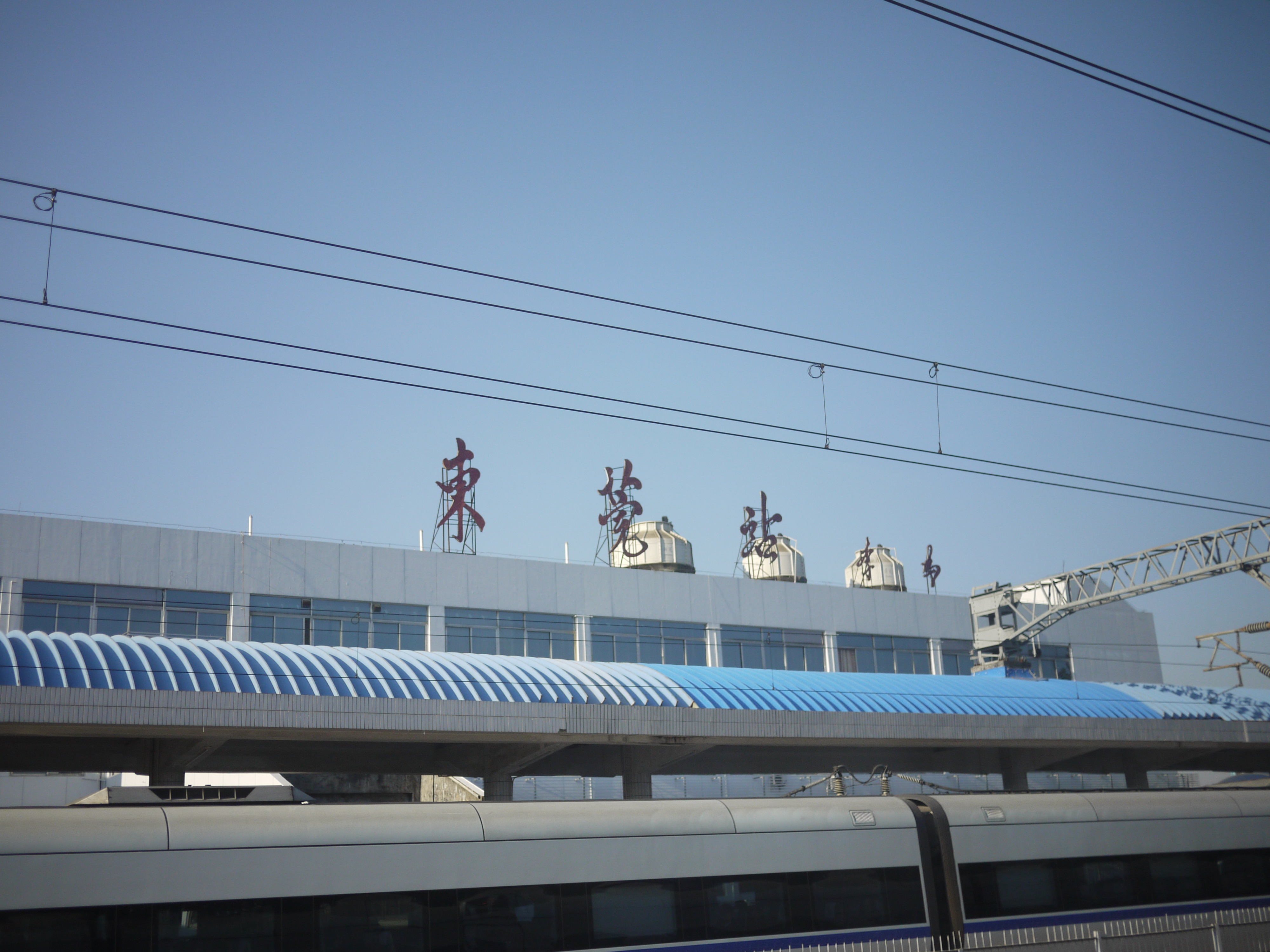
2010年站名为东莞站的城际线站房

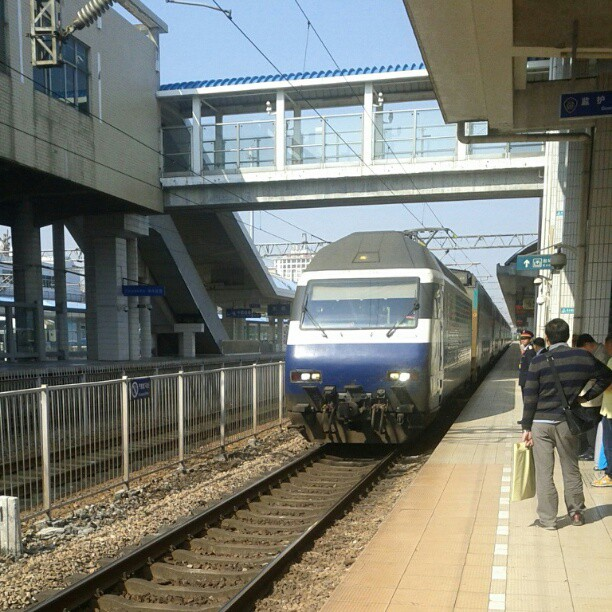
广九直通车进站（2012年）

清朝宣统三年（1911年），常平站随广九铁路（华段）建成通车同时启用，站址位于如今的常盛货场。当时广九铁路东莞段设有石龙、横沥、常平以及樟木头等车站，常平站为四等站，随樟木头站管辖，设有4条股道。
1980年代修建广梅汕铁路时，当地政府通过争取最终使得铁路在常平站接轨广深铁路。1991年广梅汕铁路通车运营。1992年京九铁路开工，规划龙川-常平段和既有广梅汕铁路共线。常平当地政府借此机会在常平汽车站对面兴建设有口岸的新常平火车站并修建货场。
1994年10月28日，广九直通車開始在常平站停靠，為來往香港與東莞的旅客提供更大的方便。首列京九直通车和沪九直通车分别于1997年5月19日及20日停靠常平站，当时的京九直通车和沪九直通车會停靠常平站約一個小時，乘客須擕帶所有行李，在該站辦理內地出入境手續。至1997年12月23日，经国家口岸管理办公室报请国务院批准，东莞常平铁路客运口岸更名为东莞铁路口岸。后经铁道部批准，常平站更名为东莞站。多条铁路的开通使得常平镇的经济迅速发展，被誉为“京九第一镇”。
2003年10月1日起，随着北京西站和上海站的出入境大堂啟用，直通车不再需要停靠東莞站，乘客只需在始發站及終到站辦理出入境手續即可，而由上述車站出發的直通車往來紅磡車卡，亦不再供乘客中途上下車。
2012年5月底，中山大学博士生导师张志安从广州前往东莞调研时，在广州东站买了到东莞站的动车票，到站发现周围环境比较偏僻，直到他坐上出租车时才从司机得知他下车的地方位于常平镇而非东莞市区，且离东莞市政府大楼约40公里。调研结束后，张志安将此次经历在微博上发表，随即引起网友的热议。
2013年6月20日起，東莞站復用舊稱「常平站」，至於「東莞站」一名將改由新石龍站於落成通車後使用。由李鹏题写的东莞站站名也在新东莞站出现，常平站同时改挂Windows隶书站名。2015年7月1日起，原先停靠常平站的长途普速列车全部转移至东莞站停靠，常平站只保留广深城际列车、潮汕动车和广九直通车的停靠。
2024年7月5日，国务院批准关闭北京西站、上海站、广州、东莞等4个内地与香港跨境普速列车（城际直通车）铁路口岸，位于常平站的东莞铁路口岸于2024年7月31日由海关总署正式公告关闭。

## 车站结构

### 站房
常平站目前使用的站房建设于1996年，总建筑面积32000平方米，常平站综合楼楼高16层，总投资额8000多万元人民币。广九直通车售票处位于站房南侧，办理直通车的购票、退票、改签、补票业务，售票窗口只接受人民币现金、银联卡、Visa和万事达发行的外币信用卡购票，不接受港币现金购票。综合楼二楼是国内列车售票厅、候车室，面积5200平方米，目前已关闭。三楼为广九直通车旅客服务，设有常平铁路口岸，作铁路客运口岸联检场地之用，与站台之间通过天桥连接。出入境大堂内除了设有6条普通的查验通道外，还设有6条自助通关通道。
广深和谐号进站口位于站房北侧，设有广州、深圳和潮汕三个方向的检票口，检票后通过地道进站上车。

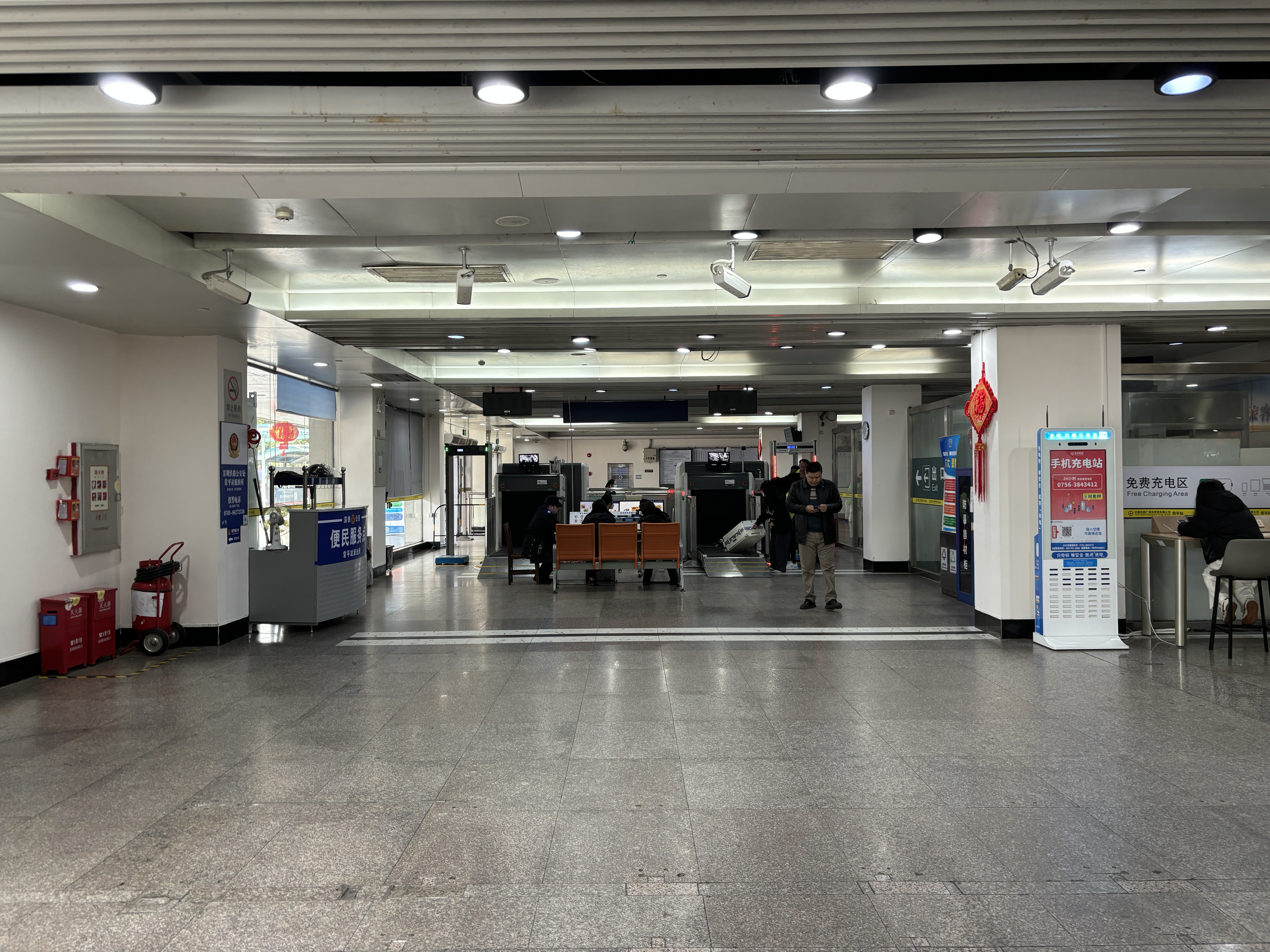
城际进站口
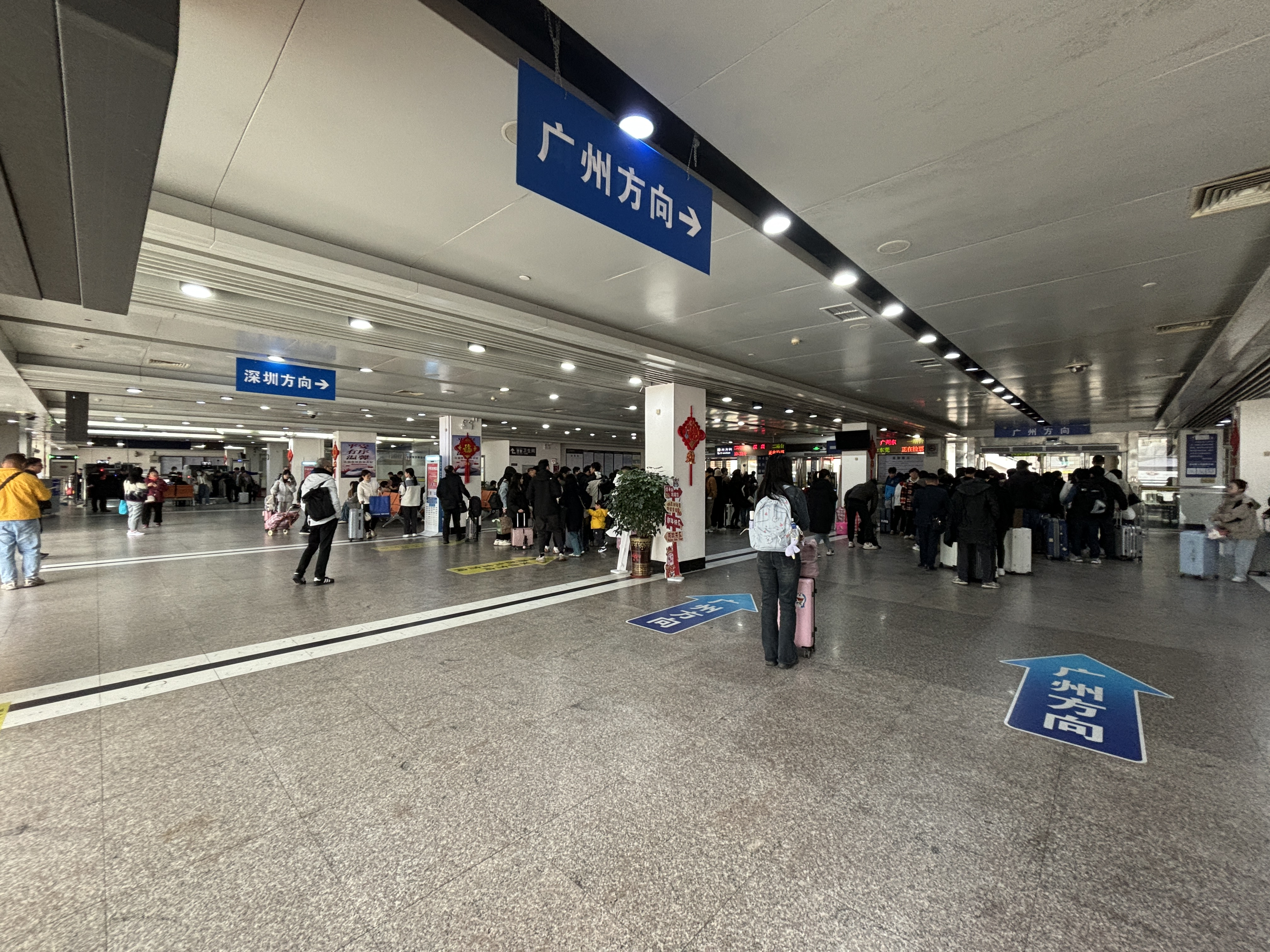
城际候车室
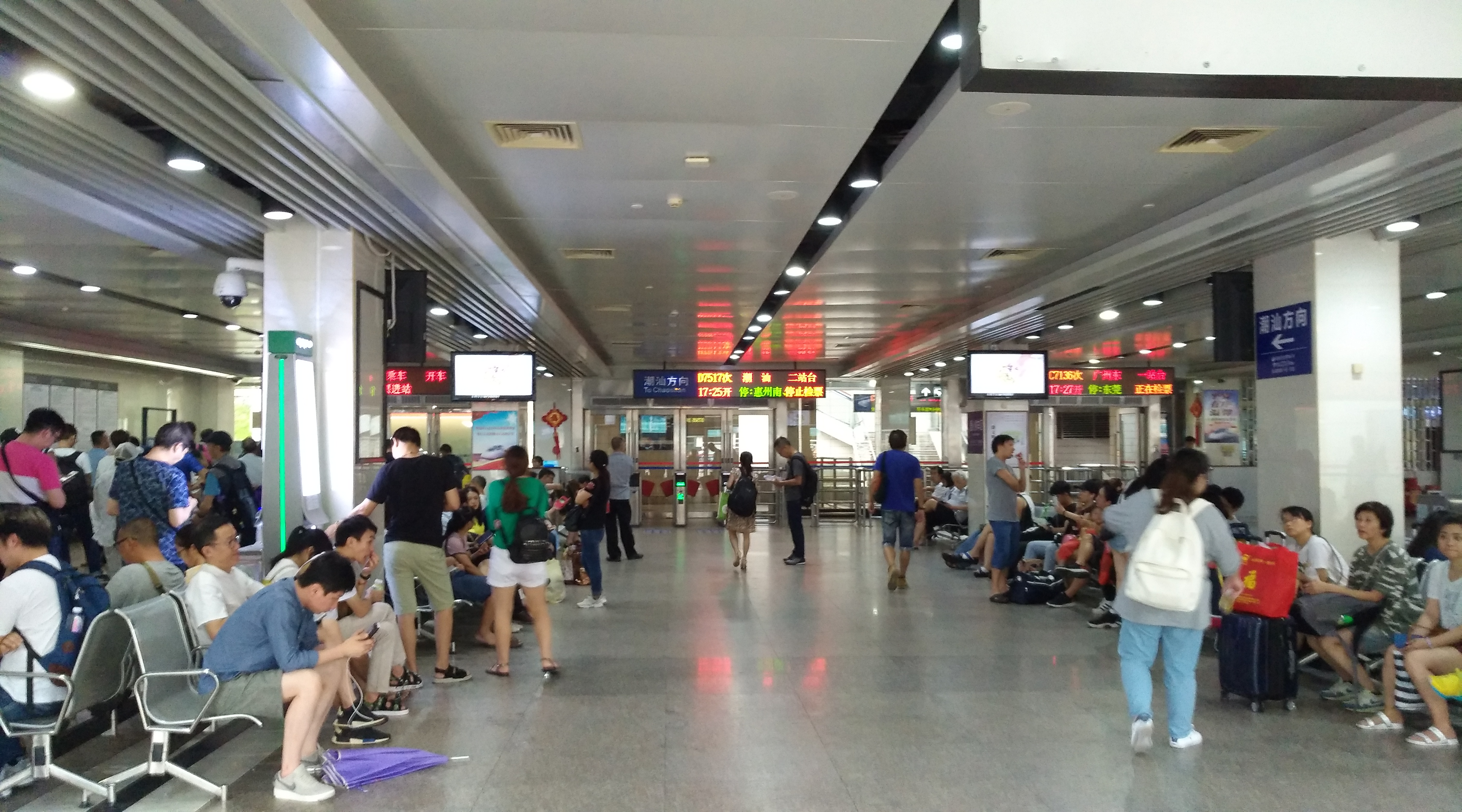
城际检票口
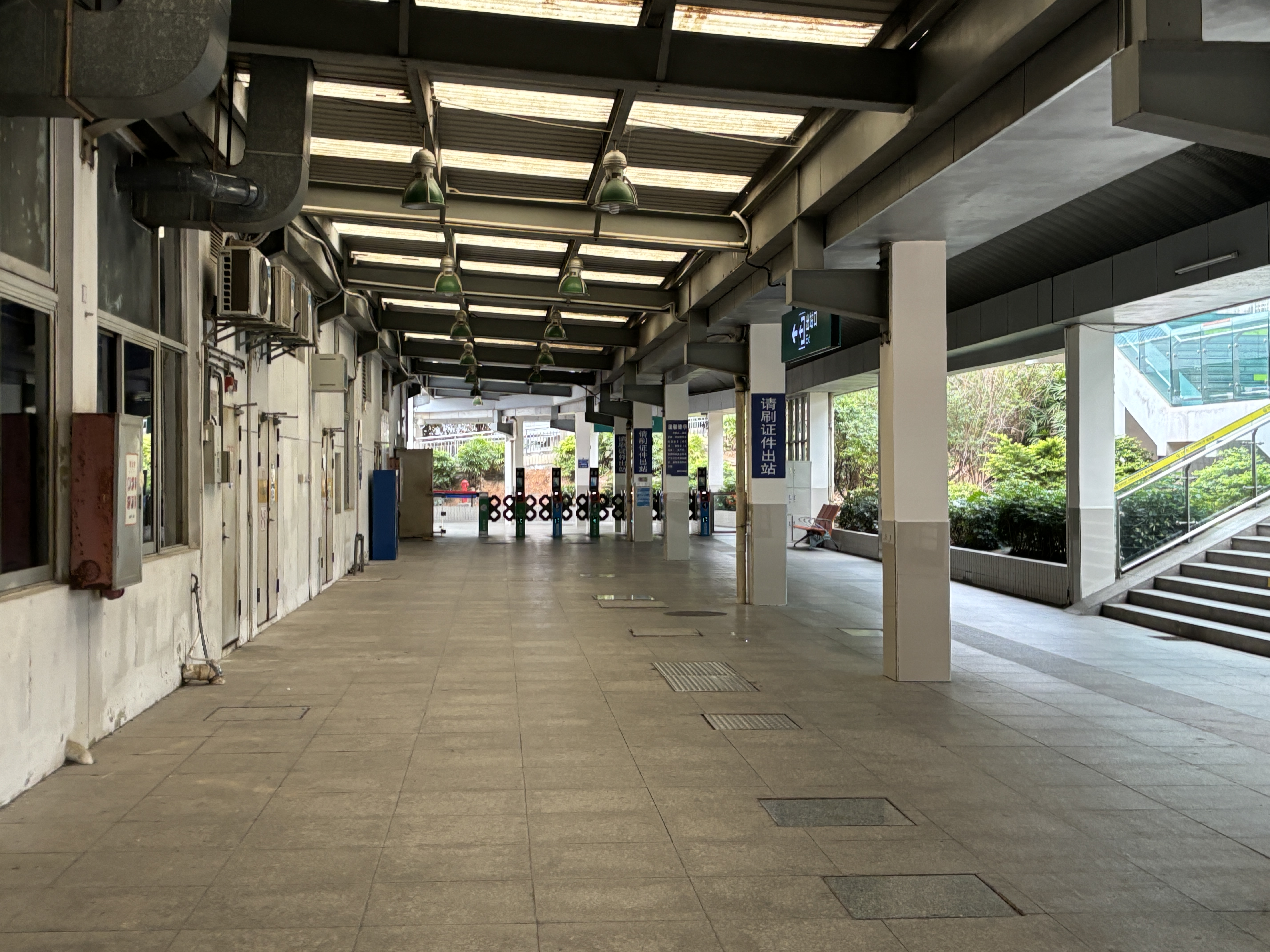
城际出站口
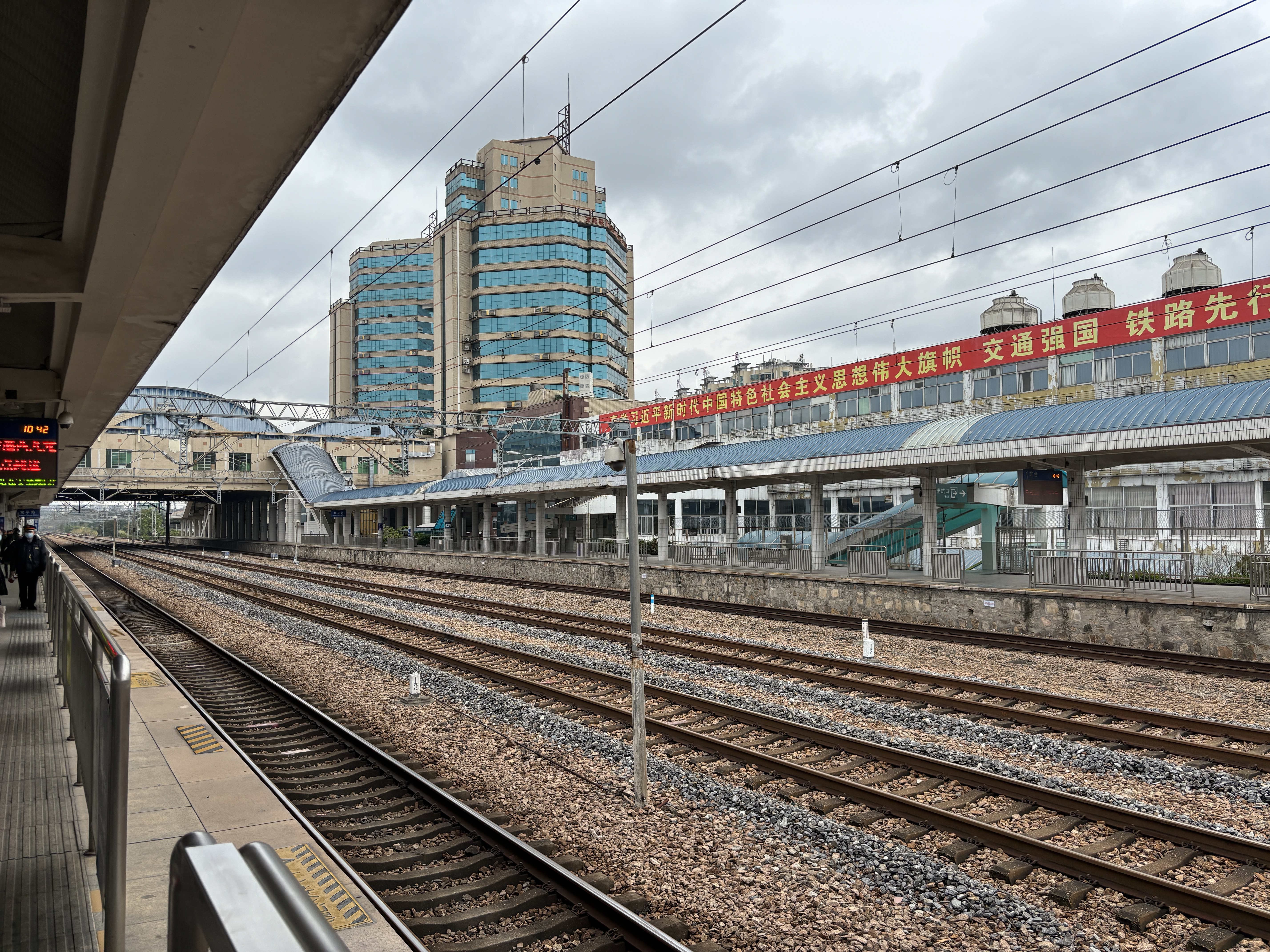
直通车和城际站房

### 站场
常平站建有3座站台，1、2站台为广深和谐号服务，3號站台为廣九直通車專用。站场与站房之间通过两条地道和站台联接联检大楼的跨线桥连接。货运方面，车站货场位于常田路，办理整车、集装箱（包括二十英尺箱、四十英尺箱）发送和到达业务，占地面积257.5亩。货场内设有常平铁路货运口岸，驻有黄埔海关驻常平办事处。
| 西 | 一號月台（側式站台）   | 一號月台（側式站台） |
| 西 | 廣深線往广州方向       |                      |
| 西 | 廣深II線上行列车       |                      |
| 西 | 廣深I線下行列车        |                      |
| 西 | 廣深線往深圳方向       |                      |
| 西 | 二號月台（島式站台）   |                      |
| 西 | 廣深線往广州方向       |                      |
| 西 | 廣深IV線               |                      |
| 西 | 廣深線往广州方向       |                      |
| 西 | 三號月台（島式站台）   |                      |
| 西 | 廣深線往深圳、紅磡方向 |                      |
| 西 | 廣深III線              |                      |
| 西 | 货运线                 |                      |
| 西 | 货运线                 |                      |
| 西 | 货运线                 |                      |
| 西 | 货运线                 |                      |
| 东 | 货运线                 |                      |

## 接驳交通
| \| 编号 \| 编号 \| 线路 \| 线路 \| 线路 \| 收费 \| 运营商 \| 备注 \| \| ---- \| ----- \| -------------------------- \| ---------- \| ------------------ \| ---- \| ---------- \| ---------------------------------- \| \| \| 306 \| 理工体育中心 \| → \| 麦元黄竹坑工业区 \| 3元 \| 松山湖公交 \| \| \| ← \| 306 \| 理工体育中心 \| 麦元村路口 \| \| 3元 \| 松山湖公交 \| \| \| \| 399 \| 新四黄塘村 \| ⇆ \| 常平火车站 \| 2元 \| 松山湖公交 \| 原 横沥8 \| \| \| 505 \| 凤大工业区 \| ⇆ \| 常平火车站 \| 2元 \| 松山湖公交 \| \| \| \| 705 \| 东莞火车站（石龙侧公交站） \| ⇆ \| 东莞东火车站 \| 3元 \| 莞巴东分 \| 原 807 \| \| \| 706 \| 常平车站 \| ⇆ \| 清溪大王山森林公园 \| 4元 \| 莞巴东分 \| 原 810 \| \| \| 707 \| 东莞东火车站 \| ⇆ \| 汽车东站 \| 3元 \| 莞巴东分 \| 原 811 \| \| \| 712 \| 东莞东火车站 \| ⇆ \| 塘厦社保局 \| 3元 \| 莞巴东分 \| 原 840、847 \| \| \| 715 \| 东莞职教城西 \| ⇆ \| 黄江新医院 \| 3元 \| 莞巴东分 \| 原 848 \| \| \| 716 \| 东莞火车站（石龙侧公交站） \| ⇆ \| 麦元村口 \| 3元 \| 莞巴东分 \| 原 852 \| \| \| 725 \| 常平车站 \| ⇆ \| 绿地大都会 \| 2元 \| 莞巴东分 \| 原 常平1、常平1B \| \| \| 726 \| 苏坑总站 \| ⇆ \| 洲寮村 \| 2元 \| 莞巴东分 \| 原 常平2 \| \| \| 727 \| 东莞东火车站 \| ↺ \| 晋阳电子厂 \| 2元 \| 莞巴东分 \| 单环线，于晋阳电子厂折返；原 常平3 \| \| \| 729 \| 广汇购物城 \| ⇆ \| 朗洲村 \| 2元 \| 莞巴东分 \| 原 常平6 \| \| \| 730 \| 常平车站 \| ↻ \| 黄江物流园 \| 2元 \| 莞巴东分 \| 原 常平7 \| \| \| 731 \| 东深工业园总站 \| ⇆ \| 常安医院 \| 2元 \| 莞巴东分 \| 原 常平8 \| \| \| 快910 \| 汽车总站 \| ⇆ \| 东莞东火车站 \| 4元 \| 莞巴东分 \| 原 公交快线3 \| |       |                            |            |                    |      |            |                                    |
| 编号 | 编号  | 线路                       | 线路       | 线路               | 收费 | 运营商     | 备注                               |
| | 306   | 理工体育中心               | →          | 麦元黄竹坑工业区   | 3元  | 松山湖公交 |                                    |
| ← | 306   | 理工体育中心               | 麦元村路口 |                    | 3元  | 松山湖公交 |                                    |
| | 399   | 新四黄塘村                 | ⇆          | 常平火车站         | 2元  | 松山湖公交 | 原 横沥8                           |
| | 505   | 凤大工业区                 | ⇆          | 常平火车站         | 2元  | 松山湖公交 |                                    |
| | 705   | 东莞火车站（石龙侧公交站） | ⇆          | 东莞东火车站       | 3元  | 莞巴东分   | 原 807                             |
| | 706   | 常平车站                   | ⇆          | 清溪大王山森林公园 | 4元  | 莞巴东分   | 原 810                             |
| | 707   | 东莞东火车站               | ⇆          | 汽车东站           | 3元  | 莞巴东分   | 原 811                             |
| | 712   | 东莞东火车站               | ⇆          | 塘厦社保局         | 3元  | 莞巴东分   | 原 840、847                        |
| | 715   | 东莞职教城西               | ⇆          | 黄江新医院         | 3元  | 莞巴东分   | 原 848                             |
| | 716   | 东莞火车站（石龙侧公交站） | ⇆          | 麦元村口           | 3元  | 莞巴东分   | 原 852                             |
| | 725   | 常平车站                   | ⇆          | 绿地大都会         | 2元  | 莞巴东分   | 原 常平1、常平1B                   |
| | 726   | 苏坑总站                   | ⇆          | 洲寮村             | 2元  | 莞巴东分   | 原 常平2                           |
| | 727   | 东莞东火车站               | ↺          | 晋阳电子厂         | 2元  | 莞巴东分   | 单环线，于晋阳电子厂折返；原 常平3 |
| | 729   | 广汇购物城                 | ⇆          | 朗洲村             | 2元  | 莞巴东分   | 原 常平6                           |
| | 730   | 常平车站                   | ↻          | 黄江物流园         | 2元  | 莞巴东分   | 原 常平7                           |
| | 731   | 东深工业园总站             | ⇆          | 常安医院           | 2元  | 莞巴东分   | 原 常平8                           |
| | 快910 | 汽车总站                   | ⇆          | 东莞东火车站       | 4元  | 莞巴东分   | 原 公交快线3                       |

## 使用状况

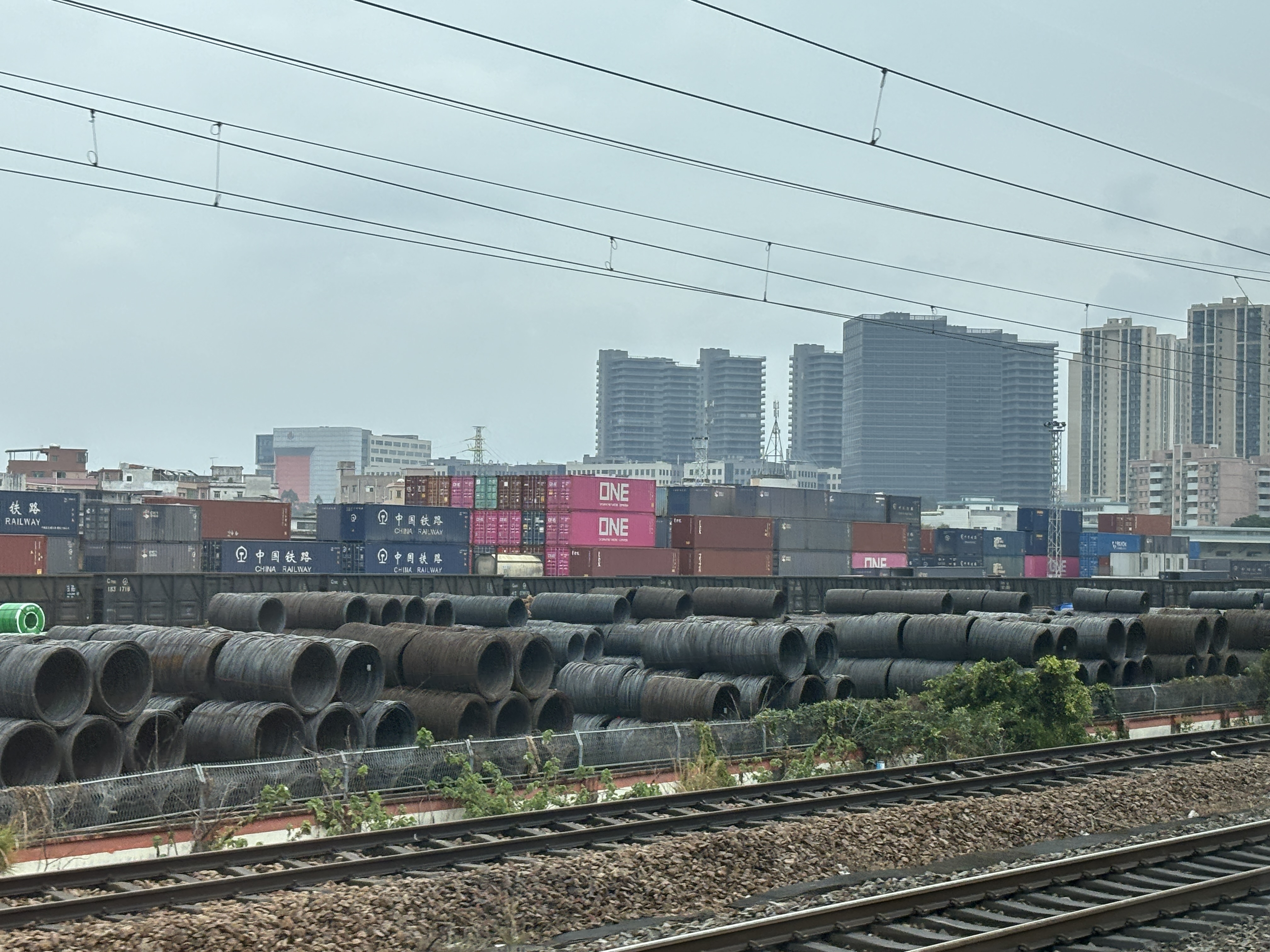
常平站货场

目前常平站仅有广深城际列车及部分前往深圳福田和香港西九龙的动车组列车停靠。

## 事件
2007年8月23日，广州东开往深圳的D825次列车在常平站（时称东莞站）附近与一名男性相撞。该男性当场死亡，尸体被悬挂在车头上驶入车站。列车在警方将尸体清理并交由殡仪馆后恢复运行。
2016年5月14日9时01分，由广州东站开往红磡站方向去的Z801次列车在接近常平站时，由于机车突然断电，停靠在了常平站上行咽喉区，无法进入常平站。为防止偷渡等非法出入境事件发生和维护旅客安全，中国边检东莞边防检查站常平分站“处突尖刀分队”在列车车头、车厢两侧、车尾都部署了警力，开展监护工作。故障于11时32分排除，Z801次列车顺利驶向香港。期间没有旅客私自上下车，亦没有发生安全事故。

## 未来发展
东莞市发展和改革局于2025年4月批复同意建设常平站升级改造项目，本站站台及站房将进行一系列更新改造工程。